# Marek Piotrowski (archeolog)
Marek Piotrowski (ur. 12 maja 1950 w Warszawie), archeolog, poeta, artysta kabaretowy. 
Absolwent Uniwersytetu Warszawskiego (1974). Po studiach pracował w Mazowieckim Ośrodku Badań Naukowych. Od 1988 pracuje w Muzeum Szlachty Mazowieckiej w Ciechanowie, gdzie jest kierownikiem działu archeologicznego. 
Prowadził badania naukowe na kilkunastu stanowiskach archeologicznych, m.in. w Szreńsku, Ciechanowie, Płońsku, Przasnyszu, Pułtusku, Wyszogrodzie i w Dzierzgowie. Opublikował kilkanaście prac z zakresu archeologii, w tym książkę Szreńsk - miasto zapomniane (1986). 
Laureat konkursów poetyckich, uczestnik festiwali i przeglądów piosenki. Od 1995 związany z kabaretem Wojciecha Gęsickiego. Były prezes Stowarzyszenia Pracy Twórczej w Ciechanowie, od 2009 prezes Oddziału Ciechanowskiego Polskiego Towarzystwa Historycznego oraz sekretarz Zarządu Związku Literatów na Mazowszu. Publicysta czasopism lokalnych i regionalnych.